# Dowbyszcze
Dowbyszcze (ukr. Довбище) – przystanek kolejowy w pobliżu miejscowości Dowbyszi, w rejonie żytomierskim, w obwodzie żytomierskim, na Ukrainie. Położony jest na linii Koziatyn – Berdyczów – Szepetówka.